# Jacek Bajger
Jacek Bajger (ur. 16 czerwca 1967 w Krośnie) – polski generał brygady Straży Granicznej, w latach 2005–2024 zastępca Komendanta Głównego Straży Granicznej, w latach 2007–2008 pełniący obowiązki komendanta głównego SG.

## Życiorys
Odbył studia na Wydziale Prawa Kanonicznego i Świeckiego Katolickiego Uniwersytetu Lubelskiego. W 1992 pracował w prokuraturze warszawskiej, natomiast w latach 1992–1996 był funkcjonariuszem Urzędu Ochrony Państwa. W 1995 ukończył aplikację prokuratorską.
W 1996 rozpoczął służbę w Straży Granicznej; był m.in. dyrektorem Biura Informacji Niejawnych. 17 listopada 2005 został zastępcą komendanta głównego SG. Od grudnia 2007 do stycznia 2008 pełnił obowiązki komendanta głównego Straży Granicznej. Powrócił następnie na stanowisko zastępcy komendanta. W maju 2014 został awansowany na stopień generała brygady SG. 2 lutego 2024 został odwołany ze stanowiska zastępcy komendanta głównego SG.

## Odznaczenia
- Srebrny Krzyż Zasługi (2023)[6]
- Brązowy Krzyż Zasługi (1999)[7]
- Srebrny Medal „Za zasługi dla obronności kraju”[1]
- Złoty Medal za Zasługi dla Straży Granicznej[1]